# Il ritorno del lupo (romanzo)
Il ritorno del lupo (Spirit Walker) è il secondo romanzo fantasy  de le Cronache dall'Era Oscura, scritto da Michelle Paver edito in Italia da Arnoldo Mondadori Editore. L'opera è il seguito de La magia del lupo edito in Italia nel 2005 ed è a sua volta seguito da Sulle tracce del lupo nel 2007, Il coraggio del lupo nel 2008, La promessa del lupo nel 2009 e da un sesto libro ancora inedito.

## Trama
Sono passati sette mesi da quando Torak e Lupo si sono separati sconfiggendo l'orso Demone che minacciava la Foresta, e una strana malattia comincia a propagarsi tra le tribù. Il ragazzo, ospite della Tribù del Corvo incontra per primo un uomo malato durante una battuta di caccia e presto, grazie all'amica Renn, capisce che a mandare l'epidemia devono essere stati i Divoratori di Anime. Gli stessi Stregoni che l'estate precedente avevano creato l'Orso, i nemici giurati di suo padre che era riuscito a disperderli e a far diminuire il loro potere e che proprio per questo era stato ucciso dall'Orso all'inizio de La magia del lupo.